# 伊利兹斯科耶农村居民点
伊利兹斯科耶农村居民点（俄语：Илезское сельское поселение）是俄罗斯联邦沃洛格达州塔尔诺加区所属的一个农村居民点。其下辖有19个居民点，行政中心为伊利兹斯其波戈斯特。据2015年统计，该农村居民点的人口为496人。